# NGC 5513
NGC 5513 (również PGC 50776 lub UGC 9099) – galaktyka soczewkowata (S0), znajdująca się w gwiazdozbiorze Wolarza. Odkrył ją William Herschel 20 kwietnia 1792 roku.